# Pomigliano Calcio Femminile 2022-2023
Questa voce raccoglie le informazioni riguardanti la squadra femminile del Pomigliano Calcio Femminile nelle competizioni ufficiali della stagione 2022-2023.

## Stagione
Quella del 2022-23 è la seconda stagione consecutiva in Serie A femminile del Pomigliano. La stagione è partita con la nomina di Nicola Romaniello alla guida tecnica della squadra. Il campionato di Serie A è partito con cinque sconfitte nelle prime sei giornate e un solo punto conquistato, portando all'esonero di Romaniello dopo la quinta giornata, sostituito dal suo vice Gerardo Alfano nella giornata seguente. Il 21 ottobre 2022 Carlo Sanchez è stato nominato nuovo allenatore della squadra, ottenendo subito due vittorie consecutive contro Parma e Milan. La stagione regolare è stata conclusa al settimo posto, accedendo così alla poule salvezza. Dopo l'iniziale vittoria contro il Parma, le Pantere hanno perso due partite di fila, portando all'esonero di Sanchez e al ritorno in panchina di Romaniello. Dopo due sole gare e un punto conquistato, Romaniello si è poi dimesso; per guidare la squadra fino al termine della stagione è stato richiamato Carlo Sanchez. Con la sconfitta casalinga contro la Sampdoria all'ultima giornata della poule salvezza, le pantere hanno subito il sorpasso in classifica da parte delle blucerchiate, concludendo al penultimo posto e accedendo allo spareggio promozione-retrocessione contro la Lazio, seconda classificata in Serie B. Il Pomigliano ha vinto la gara d'andata in trasferta per 0-2 grazie alla doppietta di Ana Lucía Martínez, per poi perdere in casa per 0-1, superando la Lazio in aggregato 2-1 e mantenendo la categoria.
In Coppa Italia la squadra è arrivata ai quarti di finale. Dopo aver concluso il girone G del turno preliminare in testa davanti a Napoli e Tavagnacco, è stata eliminata ai quarti di finale, dopo aver perso il doppio confronto contro la Roma.

## Rosa
Rosa e numeri come da sito ufficiale.
| N. |                    | Ruolo | Calciatrice        |
| -- | ------------------ | ----- | ------------------ |
| 1  | Serbia (bandiera)  | P     | Sara Cetinja       |
| 2  | Italia (bandiera)  | D     | Gaia Apicella      |
| 3  | Italia (bandiera)  | D     | Martina Fusini     |
| 4  | Polonia (bandiera) | D     | Katarzyna Konat    |
| 5  | Italia (bandiera)  | D     | Angela Passeri     |
| 6  | Francia (bandiera) | D     | Iris Rabot         |
| 7  | Italia (bandiera)  | A     | Alice Corelli      |
| 8  | Italia (bandiera)  | C     | Valentina Gallazzi |
| 9  | Brasile (bandiera) | C     | Verena Amorim Dias |
| 10 | Brasile (bandiera) | A     | Taty               |
| 11 | Italia (bandiera)  | A     | Chiara Manca       |
| 16 | Italia (bandiera)  | D     | Federica Rizza     |
| 18 | Italia (bandiera)  | D     | Marta Rocco        |

| N. |                      | Ruolo | Calciatrice            |
| -- | -------------------- | ----- | ---------------------- |
| 19 | Francia (bandiera)   | A     | Hawa Sangaré           |
| 20 | Guatemala (bandiera) | A     | Ana Lucía Martínez     |
| 21 | Italia (bandiera)    | C     | Virginia Di Giammarino |
| 22 | Italia (bandiera)    | A     | Asia Bragonzi          |
| 22 | Italia (bandiera)    | A     | Patrizia Piscopo       |
| 26 | Slovenia (bandiera)  | D     | Lana Golob             |
| 28 | Italia (bandiera)    | C     | Zhanna Ferrario        |
| 29 | Italia (bandiera)    | P     | Fabiana Fierro         |
| 30 | Italia (bandiera)    | C     | Veronica Battelani     |
| 33 | Italia (bandiera)    | D     | Debora Novellino       |
| 44 | Italia (bandiera)    | A     | Giorgia Miotto         |
| 55 | Italia (bandiera)    | D     | Sara Caiazzo           |
| 74 | Italia (bandiera)    | P     | Emanuela Barretta      |

## Calciomercato

### Sessione estiva
| Acquisti | Acquisti               | Acquisti            | Acquisti      |
| R.       | Nome                   | da                  | Modalità      |
| -------- | ---------------------- | ------------------- | ------------- |
| D        | Katarzyna Konat        | SMS Łódź            | definitivo    |
| D        | Debora Novellino       | Sampdoria           | definitivo    |
| D        | Angela Passeri         | Inter               | in prestito   |
| D        | Federica Rizza         | Milan               | definitivo    |
| C        | Veronica Battelani     | Sassuolo            | in prestito   |
| C        | Virginia Di Giammarino | Lazio               | definitivo    |
| C        | Verena Amorim Dias     | São José            | definitivo    |
| C        | Valentina Gallazzi     | Roma                | in prestito   |
| C        | Iris Rabot             | James Madison Dukes | definitivo    |
| A        | Alice Corelli          | Roma                | in prestito   |
| A        | Serena Landa           | Roma                | fine prestito |
| A        | Chiara Manca           | Roma                | definitivo    |
| A        | Ana Lucía Martínez     | Sampdoria           | definitivo    |
| A        | Giorgia Miotto         | Milan               | in prestito   |
| A        | Hawa Sangaré           | Paris Saint-Germain | in prestito   |
| A        | Taty                   | Puskás Akadémia     | definitivo    |

| Cessioni | Cessioni                  | Cessioni     | Cessioni      |
| R.       | Nome                      | a            | Modalità      |
| -------- | ------------------------- | ------------ | ------------- |
| P        | Anna Buhigas              |              | svincolata    |
| D        | Viviana Aversa            |              | svincolata    |
| D        | Livia Michelle Capparelli |              | svincolata    |
| D        | Danielle Cox              | Parma        | svincolata    |
| D        | Augustine Ejangue         |              | svincolata    |
| D        | Emanuela Schioppo         |              | svincolata    |
| D        | Melissa Toomey            |              | svincolata    |
| D        | Marta Varriale            | Apulia Trani |               |
| C        | Dalila Ippólito           | Parma        | svincolata    |
| C        | Aivi Luik                 | Häcken       | svincolata    |
| C        | Azzurra Massa             |              | svincolata    |
| C        | Ella Mastrantonio         | Perth Glory  | [ 31 ]        |
| C        | Giovanna Miroballo        |              | svincolata    |
| C        | Valentina Puglisi         | Juventus     | fine prestito |
| C        | Catarina Realista         | Sassuolo     | fine prestito |
| C        | Giorgia Tudisco           | Sassuolo     | [ 33 ]        |
| C        | Liucija Vaitukaitytė      | Parma        | svincolata    |
| A        | Marija Banusic            | Parma        | svincolata    |
| A        | Victoria Dellaperuta      |              | svincolata    |
| A        | Serena Landa              | Napoli       | prestito      |
| A        | Giuseppina Moraca         | Sassuolo     | [ 34 ]        |
| A        | Deborah Salvatori Rinaldi | Ternana      | svincolata    |

### Sessione invernale
| Acquisti | Acquisti      | Acquisti | Acquisti    |
| R.       | Nome          | da       | Modalità    |
| -------- | ------------- | -------- | ----------- |
| D        | Sara Caiazzo  | Juventus | in prestito |
| D        | Lana Golob    | Basilea  | [ 36 ]      |
| A        | Asia Bragonzi | Juventus | in prestito |

| Cessioni | Cessioni       | Cessioni | Cessioni      |
| R.       | Nome           | a        | Modalità      |
| -------- | -------------- | -------- | ------------- |
| A        | Giorgia Miotto | Milan    | fine prestito |

## Risultati

### Serie A

#### Prima fase

##### Girone di andata
| Arbitro: | Scatena (Avezzano) |

|  |           |                        |
|  | Marcatori | 13’ Giacinti 35’ Alves |

| Arbitro: | Di Graci (Como) |

|                                |           |          |
| Spinelli 25’ Rincón 69’ (rig.) | Marcatori | 10’ Taty |

| Arbitro: | Delrio (Reggio Emilia) |

|                                                     |           |            |
| Polli 15’, 22’, 46’ Karchouni 70’ Nchout 83’, 90+1’ | Marcatori | 54’ Amorim |

| Arbitro: | Catanoso (Reggio Calabria) |

|                      |           |                      |
| Taty 21’, 54’ (rig.) | Marcatori | 14’ Beccari 89’ Beil |

| Arbitro: | Monaldi (Macerata) |

|                                       |           |  |
| Cantore 57’ Caruso 81’ Zamanian 90+4’ | Marcatori |  |

| Arbitro: | Angelucci (Foligno) |

|  |           |               |
|  | Marcatori | 44’ Mijatović |

| Arbitro: | Diop (Treviglio) |

|                |           |                                 |
| Martinovic 70’ | Marcatori | 19’ Taty 58’ Konat 85’ Martínez |

| Arbitro: | Cherchi (Carbonia) |

|                          |           |                    |
| Amorim 30’ Novellino 89’ | Marcatori | 18’ (aut.) Passeri |

| Arbitro: | Ubaldi (Roma 1) |

|                             |           |              |
| Popadinova 24’ Clelland 67’ | Marcatori | 48’ Gallazzi |

##### Girone di ritorno
| Arbitro: | Angelucci (Foligno) |

|                              |           |  |
| Serturini 45’ Giacinti 90+3’ | Marcatori |  |

| Arbitro: | Giaccaglia (Jesi) |

|                      |           |  |
| Battelani 84’ (rig.) | Marcatori |  |

| Arbitro: | Catanoso (Reggio Calabria) |

|                |           |                   |
| Martínez 90+4’ | Marcatori | 53’, 76’ Chawinga |

| Arbitro: | Giordano (Novara) |

|  |           |               |
|  | Marcatori | 41’ Battelani |

| Arbitro: | Di Cicco (Lanciano) |

|              |           |                             |
| Ferrario 26’ | Marcatori | 29’ Cantore 59’ Beerensteyn |

| Arbitro: | Madonia (Palermo) |

|                       |           |  |
| Kaján 20’ (rig.), 69’ | Marcatori |  |

| Palma Campania 4 febbraio 2023, ore 14:30 CET 16ª giornata | Pomigliano        | 0 – 0 referto referto 2 | Parma | Campo sportivo comunale\| Arbitro: \| Baratta (Rossano) \| |
| Arbitro:                                                   | Baratta (Rossano) |                         |       |                                                            |

| Arbitro: | Longo (Cuneo) |

|              |           |  |
| Piemonte 69’ | Marcatori |  |

| Arbitro: | Di Reda (Molfetta) |

|  |           |                         |
|  | Marcatori | 69’ Sabatino 82’ Dongus |

#### Poule salvezza

##### Girone di andata
| Arbitro: | Di Francesco (Ostia Lido) |

|                                                   |           |              |
| Martínez 45+1’ Taty 65’, 72’ (rig.) Corelli 90+5’ | Marcatori | 45+3’ Lázaro |

| 25-26 marzo 2023 2ª giornata |  | – Turno di riposo |  |  |

| Arbitro: | Nicolini (Brescia) |

|                                 |           |  |
| Cetinja 51’ (aut.) Clelland 69’ | Marcatori |  |

| Arbitro: | Rinaldi (Bassano del Grappa) |

|                 |           |                               |
| Taty 34’ (rig.) | Marcatori | 11’ Hilaj 24’ Rizzon 74’ Beil |

| Arbitro: | Cavaliere (Paola) |

|                                                     |           |              |
| Passeri 4’ (aut.), 45’ (aut.) Bonfantini 48’ Re 79’ | Marcatori | 39’ Martínez |

##### Girone di ritorno
| Arbitro: | Pezzopane (L'Aquila) |

|                          |           |                     |
| Corbin 78’ Cambiaghi 88’ | Marcatori | 49’, 90+2’ Martínez |

| 6-7 maggio 2023 7ª giornata |  | – Turno di riposo |  |  |

| Arbitro: | Vergaro (Bari) |

|             |           |                                  |
| Corelli 58’ | Marcatori | 36’ Monterubbiano 90+1’ Clelland |

| Arbitro: | Angelucci (Foligno) |

|  |           |             |
|  | Marcatori | 49’ Corelli |

| Arbitro: | Centi (Terni) |

|                          |           |                                               |
| Bragonzi 71’ Corelli 85’ | Marcatori | 33’, 43’ Tarenzi 40’ De Rita 90+5’ Bonfantini |

#### Spareggio promozione-retrocessione
| Arbitro: | De Angeli (Milano) |

|  |           |                     |
|  | Marcatori | 32’, 90+6’ Martínez |

| Arbitro: | Emmanuele (Pisa) |

|  |           |                  |
|  | Marcatori | 43’ (aut.) Golob |

### Coppa Italia

#### Gironi eliminatori
| Arbitro: | Terribile (Bassano del Grappa) |

|                |           |                                                            |
| De Matteis 52’ | Marcatori | 38’ Sangaré 42’, 61’, 65’ Martínez 75’ Amorim 90’ Ferrario |

| Arbitro: | Silvestri (Roma 1) |

|               |           |                   |
| Del Estal 24’ | Marcatori | 76’ (rig.) Amorim |

#### Fase a eliminazione diretta
| Arbitro: | Molinaro (Lamezia Terme) |

|              |           |                                                                          |
| Bragonzi 78’ | Marcatori | 2’ Giugliano 6’, 67’ Glionna 50’ Giacinti 52’, 74’ Kajzba 64’, 73’ Alves |

| Arbitro: | Mucera (Palermo) |

|                  |           |  |
| Kramžar 21’, 64’ | Marcatori |  |

## Statistiche

### Statistiche di squadra
| Competizione      | Punti | In casa | In casa | In casa | In casa | In casa | In casa | In trasferta | In trasferta | In trasferta | In trasferta | In trasferta | In trasferta | Totale | Totale | Totale | Totale | Totale | Totale | DR  |
| Competizione      | Punti | G       | V       | N       | P       | Gf      | Gs      | G            | V            | N            | P            | Gf           | Gs           | G      | V      | N      | P      | Gf     | Gs     | DR  |
| ----------------- | ----- | ------- | ------- | ------- | ------- | ------- | ------- | ------------ | ------------ | ------------ | ------------ | ------------ | ------------ | ------ | ------ | ------ | ------ | ------ | ------ | --- |
| Serie A           | 21    | 13      | 3       | 2       | 8       | 15      | 22      | 13           | 3            | 1            | 9            | 11           | 27           | 26     | 6      | 3      | 17     | 26     | 49     | -23 |
| Serie A spareggio | -     | 1       | 0       | 0       | 1       | 0       | 1       | 1            | 1            | 0            | 0            | 2            | 0            | 2      | 1      | 0      | 1      | 2      | 1      | +1  |
| Coppa Italia      | -     | 1       | 0       | 0       | 1       | 1       | 8       | 3            | 1            | 1            | 1            | 7            | 4            | 4      | 1      | 1      | 2      | 8      | 12     | -4  |
| Totale            | -     | 15      | 3       | 2       | 10      | 16      | 31      | 17           | 5            | 2            | 10           | 19           | 31           | 32     | 8      | 4      | 20     | 36     | 62     | -26 |

### Andamento in campionato
| Giornata  | 1 | 2 | 3 | 4 | 5 | 6 | 7 | 8 | 9 | 10 | 11 | 12 | 13 | 14 | 15 | 16 | 17 | 18 | 19 | 20 | 21 | 22 | 23 | 24 | 25 | 26 | 27 | 28 |
| --------- | - | - | - | - | - | - | - | - | - | -- | -- | -- | -- | -- | -- | -- | -- | -- | -- | -- | -- | -- | -- | -- | -- | -- | -- | -- |
| Luogo     | C | T | T | C | T | C | T | C | T | T  | C  | C  | T  | C  | T  | C  | T  | C  | C  | R  | T  | C  | T  | T  | R  | C  | T  | C  |
| Risultato | P | P | P | N | P | P | V | V | P | P  | V  | P  | V  | P  | P  | N  | P  | P  | V  | -  | P  | P  | P  | N  | -  | P  | V  | P  |
| Posizione | 6 | 7 | 8 | 8 | 8 | 9 | 7 | 7 | 7 | 8  | 6  | 6  | 6  | 6  | 6  | 6  | 6  | 7  | 7  | 7  | 7  | 8  | 8  | 8  | 8  | 8  | 8  | 9  |

Legenda:

Luogo: C = Casa; T = Trasferta. Risultato: V = Vittoria; N = Pareggio; P = Sconfitta.

### Statistiche delle giocatrici
| Giocatore        | Serie A  | Serie A | Serie A     | Serie A    | Coppa Italia | Coppa Italia | Coppa Italia | Coppa Italia | Totale   | Totale | Totale      | Totale     |
| Giocatore        | Presenze | Reti    | Ammonizioni | Espulsioni | Presenze     | Reti         | Ammonizioni  | Espulsioni   | Presenze | Reti   | Ammonizioni | Espulsioni |
| ---------------- | -------- | ------- | ----------- | ---------- | ------------ | ------------ | ------------ | ------------ | -------- | ------ | ----------- | ---------- |
| V. Amorim Dias   | 16       | 2       | 2           | 0          | 4            | 2            | 0            | 0            | 20       | 4      | 2           | 0          |
| G. Apicella      | 13+2     | 0       | 1           | 0          | 3            | 0            | 0            | 0            | 18       | 0      | 1           | 0          |
| E. Barretta      | 0        | 0       | 0           | 0          | 1            | -1           | 0            | 0            | 1        | -1     | 0           | 0          |
| V. Battelani     | 23+2     | 2       | 2           | 0          | 3            | 0            | 0            | 0            | 28       | 2      | 2           | 0          |
| A. Bragonzi      | 8+1      | 1       | 1           | 0          | 1            | 1            | 0            | 0            | 10       | 2      | 1           | 0          |
| S. Caiazzo       | 2        | 0       | 1           | 0          | 2            | 0            | 1            | 0            | 4        | 0      | 2           | 0          |
| S. Cetinja       | 26+2     | -49-1   | 0           | 0          | 0            | 0            | 0            | 0            | 28       | -49    | 0           | 0          |
| A. Corelli       | 22+2     | 4       | 2           | 1          | 3            | 0            | 0            | 0            | 27       | 4      | 2           | 1          |
| V. Di Giammarino | 25+2     | 0       | 4+1         | 1          | 4            | 0            | 0            | 0            | 31       | 0      | 5           | 1          |
| Z. Ferrario      | 25+2     | 1       | 1           | 0          | 4            | 1            | 0            | 0            | 31       | 2      | 1           | 0          |
| F. Fierro        | 0        | 0       | 0           | 0          | 4            | -11          | 0            | 0            | 4        | -11    | 0           | 0          |
| M. Fusini        | 24+2     | 0       | 6           | 1          | 4            | 0            | 0            | 0            | 30       | 0      | 6           | 1          |
| V. Gallazzi      | 22+2     | 1       | 0           | 0          | 2            | 0            | 0            | 0            | 26       | 1      | 0           | 0          |
| L. Golob         | 12+2     | 0       | 0           | 0          | 2            | 0            | 0            | 0            | 16       | 0      | 0           | 0          |
| K. Konat         | 9        | 1       | 1           | 0          | -            | -            | -            | -            | 9        | 1      | 1           | 0          |
| C. Manca         | 3        | 0       | 0           | 0          | 1            | 0            | 0            | 0            | 4        | 0      | 0           | 0          |
| A.L. Martínez    | 26+2     | 6+2     | 2           | 0          | 3            | 3            | 0            | 0            | 31       | 11     | 2           | 0          |
| G. Miotto        | 4        | 0       | 1           | 0          | 1            | 0            | 0            | 0            | 5        | 0      | 1           | 0          |
| D. Novellino     | 25+1     | 1       | 1           | 0          | 4            | 0            | 0            | 0            | 30       | 1      | 1           | 0          |
| A. Passeri       | 26+2     | 0       | 2           | 0          | 3            | 0            | 0            | 0            | 31       | 0      | 2           | 0          |
| I. Rabot         | 17+2     | 0       | 1           | 0          | 4            | 0            | 0            | 0            | 23       | 0      | 1           | 0          |
| F. Rizza         | 14+2     | 0       | 3           | 0          | 3            | 0            | 0            | 0            | 19       | 0      | 3           | 0          |
| M. Rocco         | 0        | 0       | 0           | 0          | 1            | 0            | 0            | 0            | 1        | 0      | 0           | 0          |
| H. Sangaré       | 11+1     | 0       | 0           | 0          | 4            | 1            | 0            | 0            | 16       | 1      | 0           | 0          |
| Taty             | 24+2     | 7       | 3           | 0          | 3            | 0            | 0            | 0            | 29       | 7      | 3           | 0          |